# Microregiunea Veresegyház
Microregiunea Veresegyház (în maghiară Veresegyházi kistérség) a fost o microregiune statistică (kistérség) din județul Pest, Ungaria.
Cu o populație de 38.847 locuitori și o suprafață de 159,82 km2, aceasta a existat până în 2014, când în Ungaria, microregiunile ”kistérségek” au fost înlocuite de districte (járások).